# Альмдорф
Альмдорф (нім. Almdorf) — громада в Німеччині, розташована в землі Шлезвіг-Гольштейн. Входить до складу району Північна Фризія. Складова частина об'єднання громад Міттлерес-Нордфрісланд.
Площа — 5,7 км2. Населення становить 535 ос. (станом на 31 грудня 2020).

## Галерея

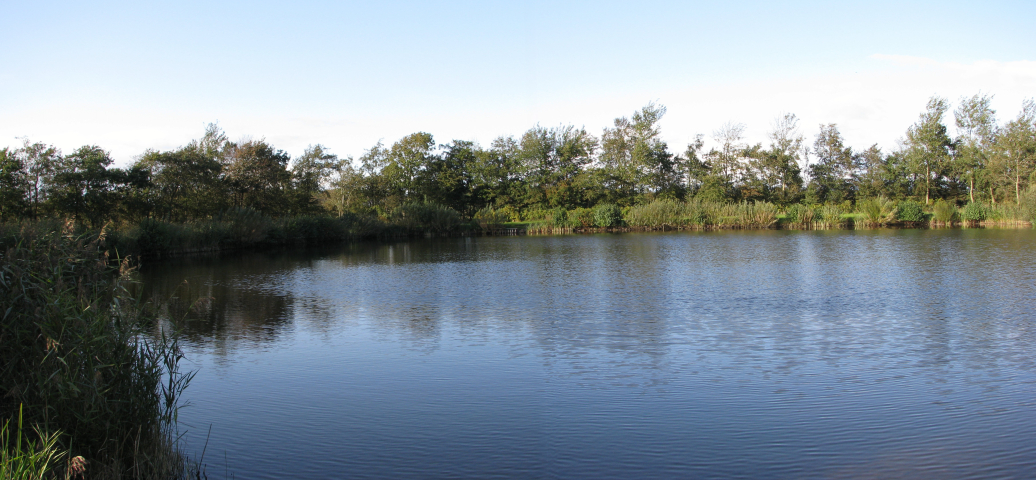
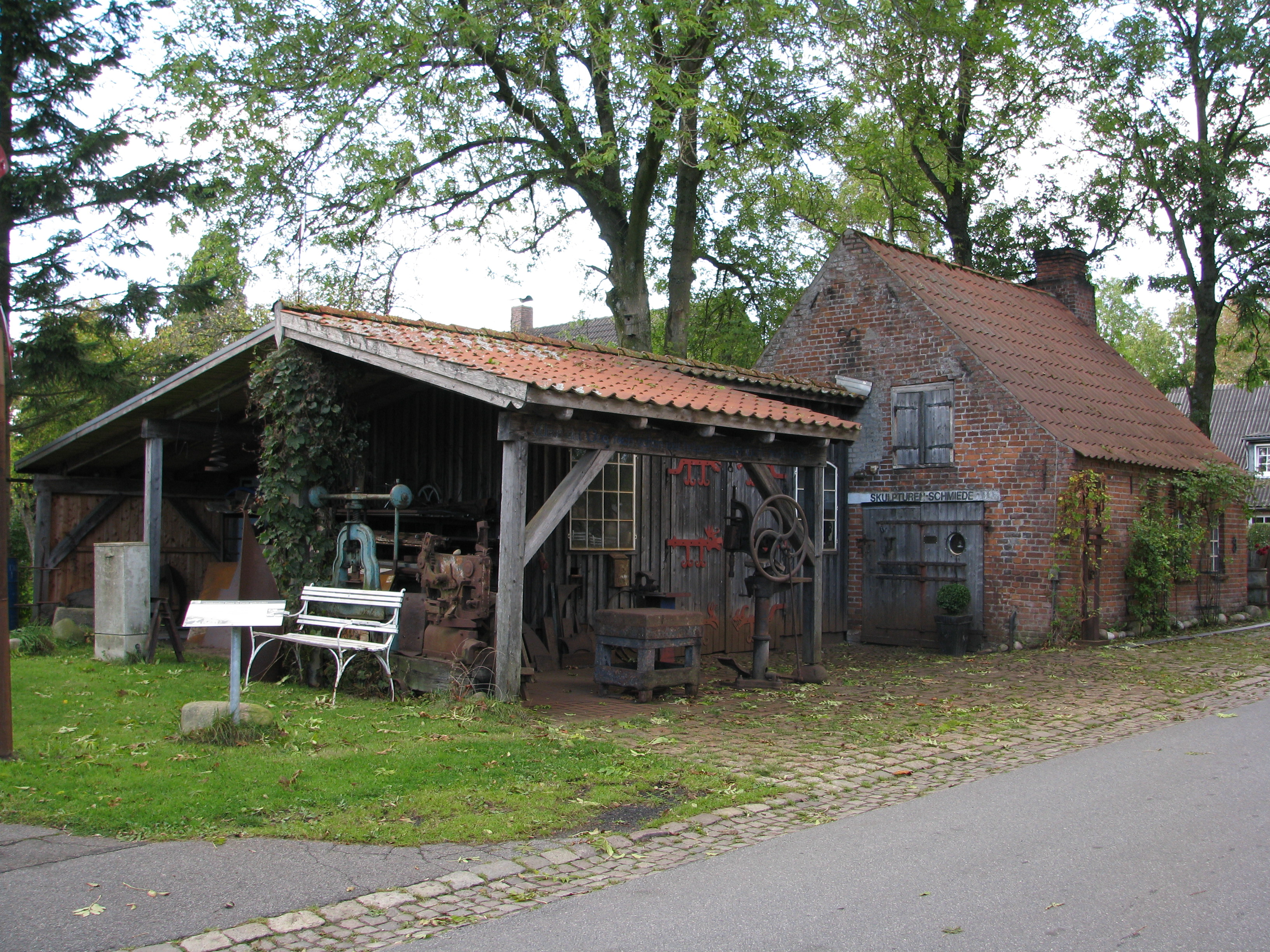